# 장태성 (배우)
장태성(張泰成, 1980년 9월 27일 ~ )은 대한민국의 배우이다.

## 생애
1999년 연극배우 첫 데뷔하였으며 1년 후 2000년 KBS 한국방송공사 드라마에 첫 출연하여 KBS 특채 연기자 데뷔하였고 이듬해 2001년 영화 《신라의 달밤》의 단역으로 영화배우 데뷔하였으며 2007년 뮤지컬 배우로 데뷔하였다.
신장은 181cm이고 체중은 87kg이며 골프에 취미가 있고 성악에 특기가 있다.

## 소속
- 서울 연기로우주정복학원 원장

## 학력
- 동국대학교 연극영화학과 학사
- 동국대학교 영상대학원 예술학 석사

## TV 방송
| 연도 | 방송사 | 제목                             | 역할        | 비고     |
| ---- | ------ | -------------------------------- | ----------- | -------- |
| 2000 | KBS2   | 학교 3                           | 이재민      |          |
| 2001 | KBS2   | 동양극장                         | 김두한      |          |
| 2001 | KBS2   | KBS 드라마시티 - 도시괴담 - 비명 |             |          |
| 2001 | MBC    | 반달곰 내 사랑                   |             |          |
| 2002 | KBS2   | 햇빛 사냥                        | 김재혁      |          |
| 2002 | SBS    | 오렌지                           |             |          |
| 2003 | SBS    | 올인                             |             |          |
| 2003 | SBS    | 술의 나라                        |             |          |
| 2004 | KBS2   | 4월의 키스                       | 노공탁      |          |
| 2005 | MBC    | 자매바다                         | 정인철      |          |
| 2006 | KBS2   | 굿바이 솔로                      | 무더기      |          |
| 2007 | KBS2   | 경성스캔들                       | 추근덕      |          |
| 2007 | KBS2   | KBS 드라마시티 - 무공족구외전    | 양광태      |          |
| 2007 | MBC    | 케 세라 세라                     | 이호영      |          |
| 2008 | KBS2   | 바람의 나라                      | 마로        |          |
| 2009 | KBS2   | 전설의 고향                      | 강만        |          |
| 2009 | KBS2   | 열혈 장사꾼                      | 용구        |          |
| 2010 | KBS2   | 부자의 탄생                      | 최석봉 동료 |          |
| 2010 | KBS2   | 엄마도 예쁘다                    | 오정철      |          |
| 2012 | MBC    | 무신                             | 원발        |          |
| 2012 | KBS2   | 전우치                           | 복말        |          |
| 2013 | KBS1   | 대왕의 꿈                        | 부여풍      |          |
| 2013 | JTBC   | 그녀의 신화                      | 은경호      |          |
| 2014 | KBS1   | 정도전                           | 황천복      |          |
| 2014 | KBS2   | 빅맨                             | 양대섭      |          |
| 2014 | KBS2   | 일편단심 민들레                  | 장영만      |          |
| 2015 | KBS1   | 징비록                           | 만력제      |          |
| 2015 | JTBC   | 순정에 반하다                    |             |          |
| 2016 | KBS2   | 저 하늘에 태양이                 | 마철희      |          |
| 2019 | JTBC   | 으라차차 와이키키 2              | 승현        | 특별출연 |

## 영화
| 연도 | 제목                | 역할         | 비고     |
| ---- | ------------------- | ------------ | -------- |
| 2001 | 신라의 달밤         | 장학두       |          |
| 2002 | 광복절 특사         | 철구         |          |
| 2004 | 나두야 간다         | 자해 공갈 2  |          |
| 2005 | 무등산 타잔, 박흥숙 | 이복동       |          |
| 2007 | 마강호텔            | 장용상       |          |
| 2007 | 색화동              | 병규         |          |
| 2012 | 자칼이 온다         | 석형사       |          |
| 2013 | 깡철이              | 이병희       |          |
| 2013 | 응징자              | 두준         |          |
| 2016 | 날, 보러와요        | 구 실장      |          |
| 2017 | 비스티걸스          | 성규         |          |
| 2019 | 그대 이름은 장미    | 자동차사고남 | 우정출연 |

## 연극
- 1999년 《햄릿》 ... 햄릿 왕자 역(주인공)

## 뮤지컬
- 《그리스》
- 《천년의 정원》

## 광고
- 2001 웅진식품 피앙세 (with 문근영)
- 2002 농심 신라면큰사발 (with 이유리)
- 2003 보령제약 겔포스 엠 (with 김주혁)